# Vinary (Hradec Králové)
Vinary é uma comuna checa localizada na região de Hradec Králové, distrito de Hradec Králové‎.